# Geodezistov
De Vulkaan Geodezistov (Russisch: Вулкан Геодезистов) is een kleine simpele Holocene schildvulkaan in het noordelijk deel van het Centraal Gebergte in het centrale deel van het Russische schiereiland Kamtsjatka. De vulkaan ligt in de westelijke uitlopers van het gebergte, in het zuidwesten van het vulkanisch gebied rond de grotere vulkaan Anaoen, die zelf iets oostelijker is gelegen. Ten westen van de vulkaan ligt de vulkaan Boedoeli en ten zuiden een lavaveld.
De vulkaan is basaltisch tot andesietbasaltisch van samenstelling en heeft de vorm van een bijna volmaakte geleidelijk aflopende kegel met een diameter van 6 kilometer en een oppervlakte van 28,5 km². Het volume van het uitgeworpen materiaal (tefra) bedraagt 3,5 km³, pyroclastisch materiaal grotendeels afwezig. Door de gedeeltelijke erosie is het onbekend welke structuur ze precies heeft; een monogenetische lavakoepel of een volwaardige vulkaan, hetgeen op basis van haar omvang wel kan worden verwacht.